# Общество Суринама
Общество Суринам (нидерл.  Sociëteit van Suriname) — нидерландская частная компания, которая была идеей Жана-Батиста Кольбера и создана 21 мая 1683 года, чтобы получать прибыль от управления и обороны голландской колонией — Республикой Суринам.
Это были три участника с равными правами (долями) на расходы и выгодами общества; город Амстердам, семья Ван Аерсен ван Соммельсдейк и Голландская Вест-Индская компания. Только на основе взаимного согласия эти акционеры могли выйти из общества.
Хотя организация и администрация колонии ограничилась этими тремя акционерами, все граждане голландской Республики могли свободно торговать с Суринамом. Кроме того, плантаторы провели консультации с Советом полиции, которая была уникальной особенностью среди колонии Гайана.
Его правителями были Корнелис ван Аерсен ван Соммельсдейк, Йохан ван Шарфюзен и Паулюс ван дер Вин.
Общество было национализировано Батавской республикой в ноябре 1795 года, поскольку Патриотентий считал управления колониями с помощью зафрахтованных компаний делом прошлого.